# Dendropsophus parviceps
La ranita caricorta (Dendropsophus parviceps) es una especie de anfibios de la familia Hylidae.
Habita en Bolivia, Brasil, Colombia, Ecuador, Perú y Venezuela.
Sus hábitats naturales incluyen bosques tropicales o subtropicales secos y a baja altitud, pantanos tropicales o subtropicales, montanos secos, ríos, marismas de agua dulce, corrientes intermitentes de agua y zonas previamente boscosas ahora muy degradadas.